# Tomoko Maruo
Tomoko Maruo (丸尾 知子 Maruo Tomoko) es una seiyū japonesa nacida el 22 de junio de 1966 en Yokohama, Prefectura de Kanagawa. Actualmente, se hace llamar Chiko.
Ha participado en series como Shamanic Princess y Super Bikkuriman, y películas como Sailor Moon R movie y Ginga Giri-Giri!! Butchigiri no sugoi yatsu, entre otros trabajos. Está afiliada a Aoni Production.

## Roles Interpretados

### Series de Anime
- Ai to Yūki no Piggu Gāru Tonde Būrin como Buutan (ep 4).
- Bikkuriman como Shintei Peter.
- City Hunter 2 como Kaede (ep 24).
- Dragon Ball Z como Hatch (ep 16).
- Kyatto Ninden Teyandee como Senmainoshin Shiraga (ep 11).
- Lady Lady!! como Barbara.
- Los cielos azules de Romeo como Canio, Enrico y Lio.
- Mama wa Shougaku Yonensei como Tamae Mori.
- Mōretsu Atarō 2 como A-tarou.
- Sailor Moon S como Masanori Tsuzuki (ep 107) y Toden/Dodén (ep 99).
- Sally, la bruja 2 como Kentarou Yokoyama.
- Shōnen Ashibe (1 y 2) como Yuuma.
- Super Bikkuriman como Saladin.
- Transformers: Victory como Fire (Red Hot), Minerva y Rami.

### OVAs
- Ai Monogatari como Kaori (Hero).
- Ariel como Nami.
- Ariel Deluxe como Yuki Nishijima.
- Be-Bop-Highschool como Mayumi (ep 1).
- Bubblegum Crisis como Meg (ep 5).
- Carol como Alice.
- El mensaje de pintalabios como Reiko Fukami.
- Ellcia como Shin Shin.
- Guyver como Mizusawa (eps 1-2, 4).
- Harbor Light Monogatari - Fashion Lala yori como Mogu.
- Hengen Taima Yakō Karura Mau! Sendai Kokeshi Enka como Kayoko.
- Hi-Speed Jecy como Anita.
- Mobile Suit Gundam 0080: War in the Pocket como Chay.
- Sei Michaela Gakuen Hyōryūki II como Kumi Aochi (eps 1-2).
- Shamanic Princess como Apoline.
- Tetsuwan Birdy como Hazumi Senkawa.
- Ushio to Tora como Tatsuya Nakajima (eps 7-8).

### Especiales
- Fatal Fury: La Leyenda de los Lobos Hambrientos como Andy Bogard (joven).
- Hitomi no Naka no Shōnen: Jūgo Shōnen Hyōryūki como Wilcox.

### Películas
- Ginga Giri-Giri!! Butchigiri no sugoi yatsu como Zangya.
- Marmalade Boy como Gastman Beta.
- Mobile Suit Gundam: Char's Counterattack como Anna.
- O-Hoshisama no Rail como Ohana.
- Quiero volver a ese día como Horikoshi.
- Sailor Moon R movie como Fiore (niño).